# Aero L-39 Albatros
Aero L-39 Albatros je proudový podzvukový cvičný letoun vyvinutý v 60. letech v československém Aeru Vodochody, hlavním konstruktérem Janem Vlčkem.
Jedná se o první typ cvičného proudového letadla druhé generace a jeden z prvních typů s dvouproudovým motorem. L-39 se stal jednotným výcvikovým letounem armád Varšavské smlouvy (s výjimkou Polska), v 70. a 80. letech byl v počtu cca 2800 kusů součástí leteckého parku letectev tří desítek států a zůstává nejpoužívanějším proudovým výcvikovým letounem na světě.
L-39 Albatros je všestranný letoun určený pro základní, pokračovací i bojový letecký výcvik, ve verzích, které umožňují instalaci výzbroje (L-39C, L-39ZO, L-39ZA) může být použit jako lehký bitevní letoun, omezeně může působit i proti vzdušným cílům. Díky skvělým letovým vlastnostem a snadné ovladatelnosti je vhodný i pro leteckou akrobacii, kterou s tímto typem předváděla např. slovenská akrobatická skupina Biele Albatrosy (1991–2004) ruská skupina Rusi z Vjazmy nebo francouzský Breitling Jet Team. Mezi další přednosti patří vysoká spolehlivost, jednoduchost a nenáročnost na obsluhu. Letoun je navržený tak, aby mohl působit bez problémů i z nezpevněných ploch (vstupy vzduchu vysoko nad zemí, kryté před nečistotami křídlem, zakryté podvozkové šachty).
Letoun byl navržen jako součást komplexního výcvikového systému, kam patří i pilotní trenažér TL-39, trenažér katapultáže NKTL-29/39, pozemní kontrolní zařízení KL-39 a vlečný terč KT-4.
V České republice provozuje letouny L-39 213. výcviková letka v Čáslavi (4 kusy verze L-39ZA) a Centrum leteckého výcviku v Pardubicích (verze L-39C – ev. č. 0103, 0113, 0115, 0441, 0444, 0445, 0448).
V roce 2014 představila firma AERO Vodochody AEROSPACE a.s. na veletrhu ve Farnborough projekt nové generace Albatrosu s názvem L-39NG (Next Generation). První prototyp, kombinující stávající drak a nový motor, by měl vzlétnout v září 2015. Letoun měl být představen na přelomu let 2016 a 2017, ale stalo se tak až v říjnu 2018.

## Vývoj

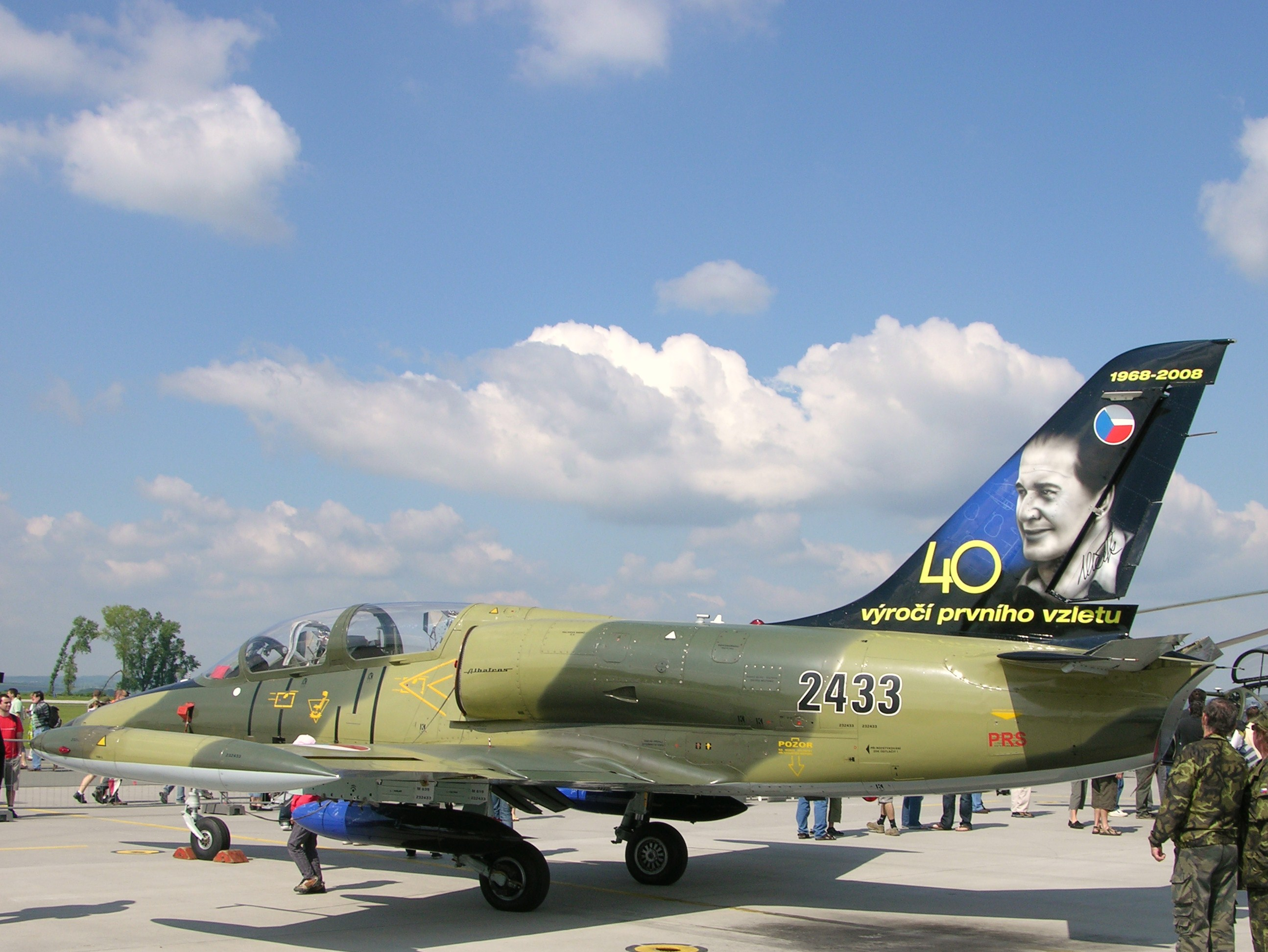
Český Albatros s jubilejní kamufláží na letišti Náměšť nad Oslavou, 2009.

Letoun je nástupcem předchozího úspěšného typu Aero L-29 Delfín. Prototyp L-39 X-02 (OK-32) poprvé vzlétl 4. listopadu 1968 s pilotem Rudolfem Duchoněm, druhý letový prototyp X-03 7. května 1969 a následně třetí letový prototyp X-05 (OK-25) pak 23. září 1969. 28. dubna 1970 zalétal tovární pilot J. Šouc čtvrtý letový prototyp X-06 (OK-186) a X-07 (3907) 15. prosince 1970. Následně byl od roku 1971 vyráběn jako letoun pro základní výcvik vojenských pilotů letectev Sovětského svazu, Československa a dalších zemí Varšavského paktu (s výjimkou Polska, které používalo vlastní letoun PZL TS-11 Iskra). Vznikl také jeden prototyp nazývaný L-139 Albatros 2000, který používal americký motor Garrett TFE731-4 o tahu 18,15 kN.
Několika úpravami a modernizací při zachování stejného designu draku letounu vznikl typ Aero L-59 Super Albatros, montáží výkonnějšího motoru, prodloužením přední části trupu, která ukrývá radarový systém, podstatnou modernizací avioniky a dalšími úpravami vznikl typ Aero L-159 Alca.
V červenci 2014 byl představen projekt nové generace cvičného proudového letounu L-39NG.

## Operační nasazení

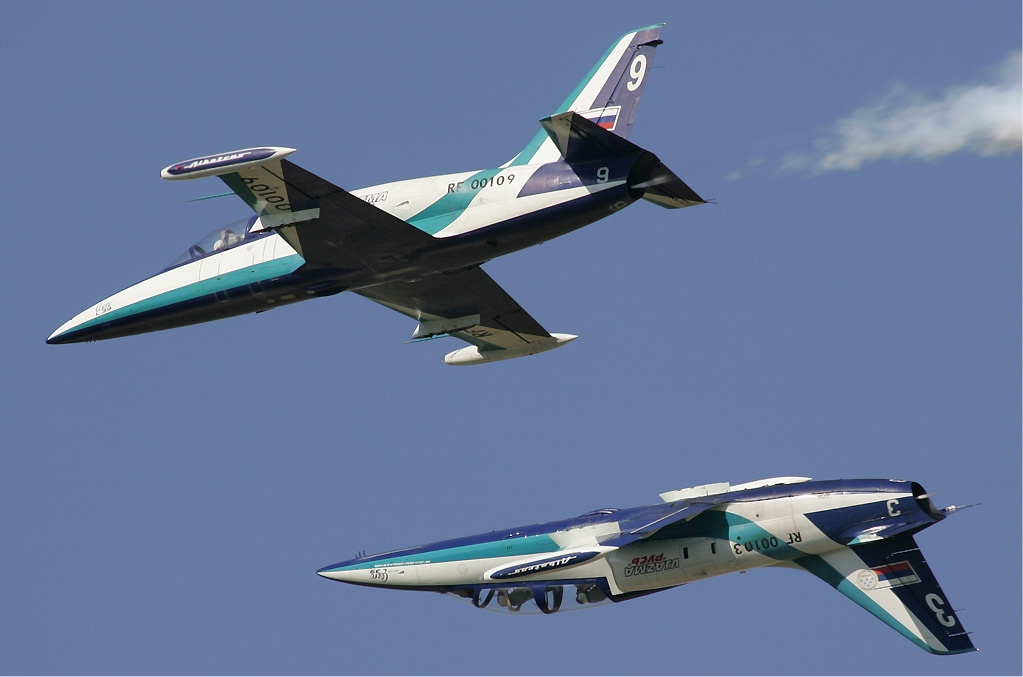
Ruské L-39 během akrobacie, 2005.

Albatros se do konce 80. let stal jedním z nejrozšířenějších cvičných proudových letadel na světě. Používaný byl zejména v zemích Varšavské smlouvy, kromě Polska, které používalo vlastní typ PZL TS-11 Iskra. Do poloviny 90. let byl spolu s L-29 hlavním cvičným letadlem pro pokračovací letecký výcvik i v SSSR.
Přestože jsou Albatrosy postupně nahrazovány modernějšími typy, tisíce těchto strojů zůstává dodnes v aktivní službě jako cvičné letouny. Také mnoho těchto letadel je v soukromých rukách po celém světě. V USA, kde se jejich cena pohybuje v rozmezí 200 000 až 300 000 USD, si Albatros oblíbili letci hledající rychlé a agilní letadlo. Jejich popularita vedla k zařazení tohoto letadla do závodů Reno Air Race v kategorii strojů s proudovým motorem. V polovině března 2006 bylo ve federálním rejstříku letadel USA registrovaných 257 albatrosů.

### L-39 na Slovensku

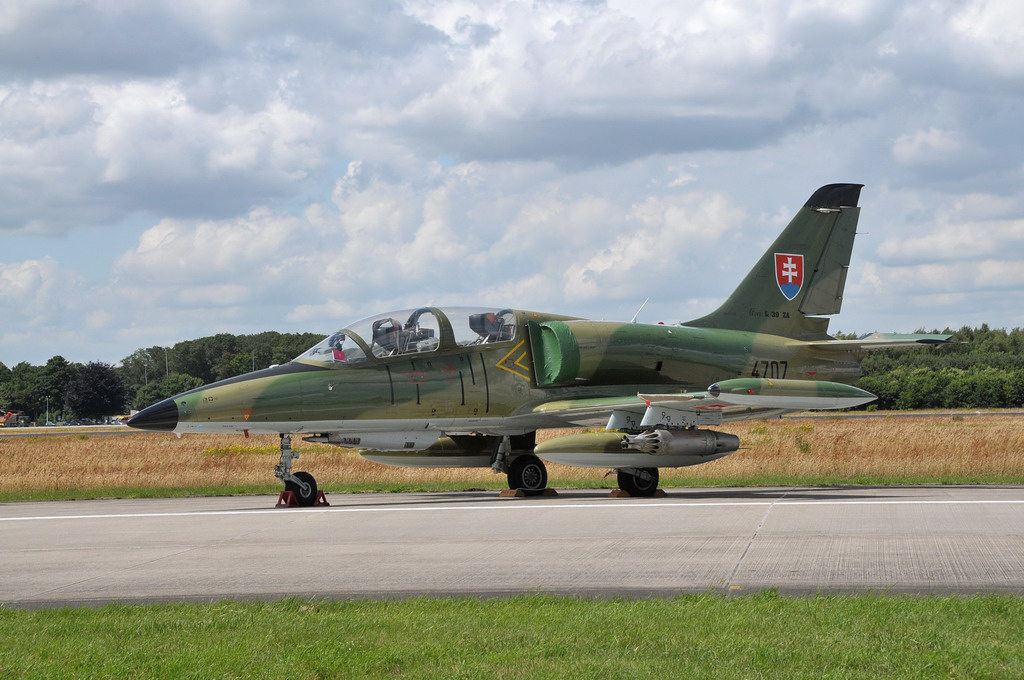
Slovenské Aero L-39ZA

Při dělení majetku ČSFR v roce 1993 získaly Vzdušné síly Slovenské republiky 8 ks L-39C (evidenční čísla: 0101, 0102, 0111, 0112, 0442, 0443, 4355, 4357), 9 ks L-39ZA (evidenční čísla: 4701, 4703, 4705, 4707, 4711, 1701, 1725, 1730, 3905) a 2 ks L-39V (evidenční čísla:0730 a 0745). Stroje L-39C byly od 1. ledna 1993 zařazeny k 1. letce 5. školního leteckého pluku na letišti v Košicích, ze kterého bylo v roce 1995 zformováno Výcvikové středisko letectva.
Během reorganizace v roce 2001 bylo Výcvikové středisko letectva v Košicích zrušeno a šest strojů L-39C bylo přeřazeno k Vojenské letecké akademii gen. M.R. Štefánika v Košicích a byly označeny jako výcviková letka. Letiště Sliač a jeho 1. stíhací letecký pluk získal 1. ledna 1993 pět strojů L-39ZA (evidenční čísla:4701, 4703, 4705, 4707, 4711), jeden stroj L-39ZA ( 1701) získal 2. smíšený letecký pluk na letišti Trenčín. Zbývající tři stroje (evidenční čísla:1725, 1730, 3905) byly zařazeny k 3. stíhacímu bombardovacímu leteckému pluku na letišti Kuchyňa. V březnu 1993 byly přesunuty do Trenčína, odkud půjčili jeden L-39ZA (ev.č. 3905) na základnu Sliač. Trojice strojů L-39ZA byla v druhé polovině roku 1994 přesunuta k 33. stíhacího bombardovacímu křídlu na letišti Kuchyňa. Rok 1995 znamenal pro všechny L-39ZA zařazení k 31. stíhacímu křídlu z letiště Sliač. Koncem roku 2001 byly zařazeny k výcvikové letce. Stroje L-39V byly 1. ledna 1993 přiřazeny k 5. leteckému školnímu pluku v Košicích a v roce 1995 k výcvikovému středisku letectva. Během reorganizace byly v roce 2001 přesunuty na leteckou základnu Sliač, kde byly v roce 2006 vyřazeny z důvodu ukončení technické životnosti. Výcviková letka má nyní k dispozici 9 letadel L-39 Albatros. Na základě prohlášení tehdejšího ministra obrany Ľubomíra Galka se šest strojů podrobí generálním opravám, čímž bude zajištěna jejich další letová činnost.

#### Modernizace
V letech 1996 a 1997 se šestice strojů L-39C podrobila generálním opravám, během nichž jim vyměnili přední části trupu a jejich životnost byla prodloužena o 5 let. Rozhodnutí o modernizaci letadel instalováním nových křídel a zadní části trupu s ocasními plochami bylo přijato v letech 2000 až 2001. Tím byla jejich životnost prodloužena o 15 let, s opravami naplánovanými na každých 5 let. Modernizovaná byla také jejich avionika. Projekt modernizace byl vyhotoven leteckou akademií. Prvním strojem který se jí podrobil byl L-39C s ev. č. 0111. V září roku 2003 byl převzat výcvikovou letkou. Jeho přelet na leteckou základnu Sliač se uskutečnil 15. dubna 2004. V letech 2002 až 2005 se tři stroje L-39ZA podrobily modernizací avioniky. První modernizovaný stroj s ev. č. 1725 byl osazen přístroji v metrických mírách, avšak v roce 2006 bylo uloženo z důvodu nekompatibility. Zbývající dvojice strojů L-39ZAM s ev. č. 1701 a 1730 byly doplněny další dvojicí L-39ZAM s ev. č. 4703 a 4707. Letecký park výcvikové letky se v současnosti skládá z 5 ks modernizovaného modelu L-39CM (evidenční čísla:5252, 5253, 5254, 5301 a 5302). Všechny se musely v roce 2011 podrobit generálním opravám. Na stroji s ev. č. 5301 již oprava probíhá v leteckých opravnách Trenčín. Stroj L-39CM ( 5252) byl v opravě od dubna 2011, L-39CM (5253) od května 2011, a L-39CM (5254) od června 2011. Ve výzbroji má letka i 4 ks L-39ZAM (evidenční čísla: 1701, 1730, 4703, 4707). Strojem s ev. č. 1701 a 1730 vyprší v roce 2012 technická životnost a budou nahrazeny 2 ks uložených L-39ZA, které projdou generální opravou.

#### Nehody
Během nácviku skupinové zalétanosti akrobatické skupiny Biele Albatrosy dne 17. června 1997, po srážce v turbulenci, havaroval L-39C s ev. č.  4357. Jeho piloti – pplk. Marián Sakáč a kpt. Róbert Rozenberg se katapultovali. Skupina Bílé Albatrosy přišla o další L-39C s ev. č. 4355 na letišti Sliač dne 3. června 2000, během jejich vystoupení. Při této nehodě zahynul pilot mjr. Ľuboš Novák. Dne 14. září 2000 se zřítil L-39ZA s ev. č. 3905 u obce Ožďany, přičemž jeho pilot kpt. Pavel Serbín se katapultoval. Dne 29. října 2002 se během výcviku pilotů maďarské národnosti zřítilo letadlo L-39ZA s ev. č. 4705. Nehoda se odehrála u obce Kalsa a jeho piloti – instruktor Jenő Vadaš a žák Gyula Molnár se katapultovali.

### Syrská občanská válka
Během občanské války v Sýrii nasadila armáda při bojích v Aleppu proti povstalcům také letouny L-39 vyzbrojené raketami. Dne 26. prosince 2017 byl syrský L-39 sestřelen přenosnou protiletadlovou raketou nedaleko letiště Hama.

## Varianty

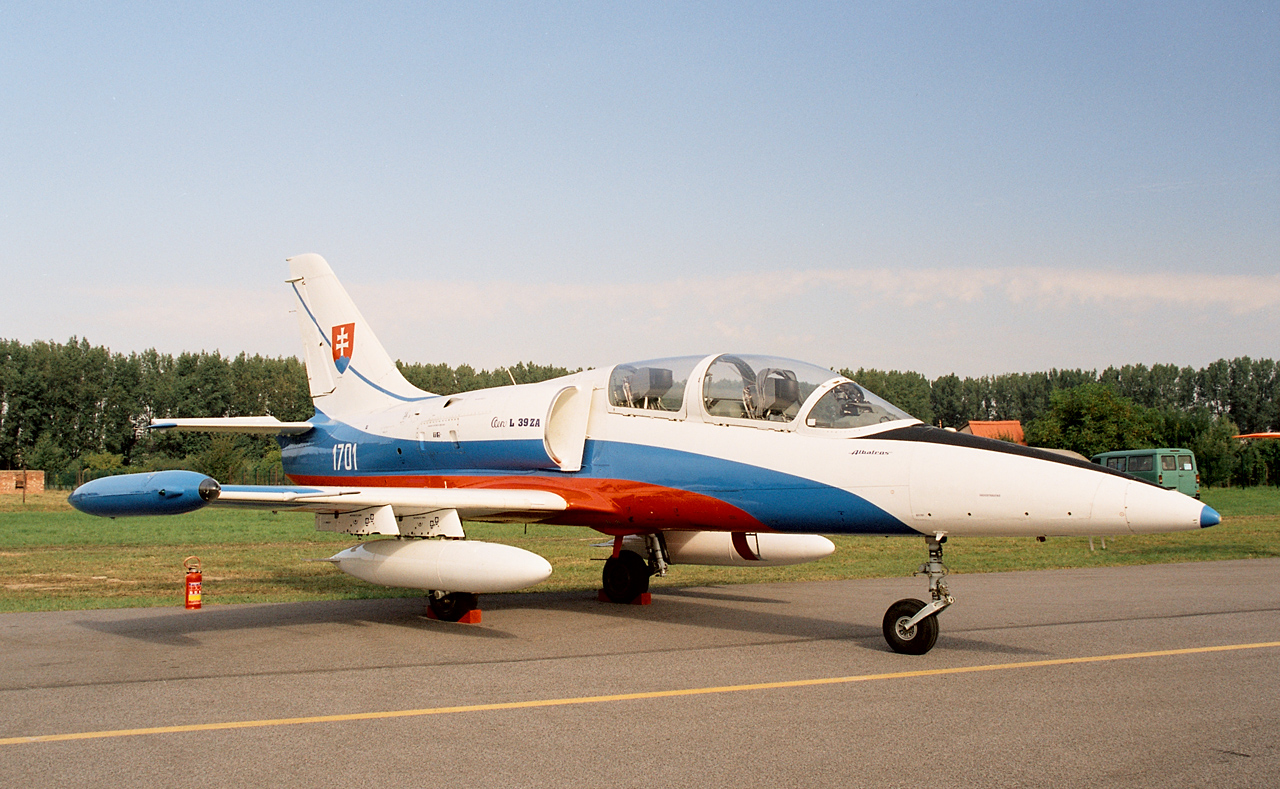
Slovenský L-39ZA (1701) v barvách Bílých Albatrosů

- L-39X-02 - X11

Vyrobeno 10 prototypů. X-08 (3908)z roku 1972 byl prototyp L-39V a X-09 (3909) zálet 25. června 1975 prototyp L-39Z.
- L-39C (C – Cvičná)

Standardní výrobní verze.
- L-39V (V – Vlečná)

Jednosedadlová verze pro vlečení cvičných terčů KT-04, osm vyrobených kusů v této verzi.
- L-39ZO (ZO – Zahraniční Obchod)[8]

Verze se čtyřmi závěsníky pro zbraňové systémy a zesílenou konstrukcí křídla.
- L-39ZA

Významně vylepšená verze L-39ZO se silnějším podvozkem, vyššími provozními náklady a podvěšeným dvouhlavňovým rychlopalným kanónem GŠ-23 ráže 23 mm se zásobníkem nábojů integrovaným v trupu.
- L-39Z/ART

Thajská verze s avionikou Elbit.
- L-39MS

L-39MS je vojenské cvičné letadlo vyvíjené z L-39. V porovnání s původním Albatrosem má L-39MS zesílený trup, delší příď, modernizovaný kokpit a výkonnější motor. V době prvního letu, 30. září 1986, byl také nazýván L-59.
- L-39CW

Přestavba starších letounů L-39 a jejich vybavení motorem FJ44-4M a moderní avionikou. Dokončení vývoje L-39CW bylo oznámeno v listopadu 2017. Přestavbu šesti strojů na verzi L-39CW roku 2018 objednala americká společnost RSW Aviation.
- L-39 Skyfox

L-39 Skyfox je nová generace L-39 vyráběná od roku 2019.

## Technický popis

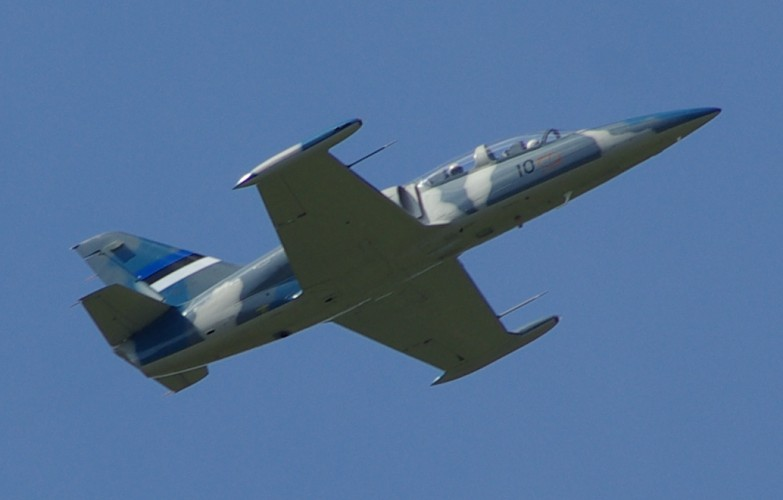
L-39C Estonských vzdušných sil během letu

L-39C je celokovový dvoumístný dolnoplošník poloskořepinové konstrukce.
Trup se skládá ze tří částí. V přední je uloženo rádiovybavení, přetlaková kabina posádky a palivové nádrže (1100 l). Ve střední části je uložen motor AI-25TL. Zadní část, na které jsou uchyceny ocasní plochy lze pro montáž motoru odpojit.
Křídlo je přímé, průběžné, lichoběžníkového tvaru. Na koncích jsou upevněny okrajové palivové nádrže (2x150 l). Křídlo je opatřeno dvojštěrbinovými vztlakovými klapkami. Na spodní straně jsou dva brzdící štíty, které se automaticky vysouvají při překročení Machova čísla 0,78.
Řízení je klasické bez hydraulických posilovačů, letoun má podélné a příčné vyvážení elektricky stavitelnými ploškami na kormidlech.
Podvozek je zatažitelný tříbodový příďového typu. Příďový podvozek je neřiditelný, zasouvá se dopředu do trupu. Je opatřen tlumičem bočních kmitů. Nohy hlavního podvozku se zasouvají k sobě do trupu. Obě kola jsou brzděná, brzdy mají protismykový systém.
Pohonná jednotka: Motor AI-25TL. K jeho spouštění se používá turbostartér Saphir-5.
Hydraulická soustava je použita k ovládání vztlakových klapek, brzdících štítů, brzd a náporové turbínky záložního dynama.
Elektrická soustava je stejnosměrná 28 V. Hlavním zdrojem je dynamo poháněné od motoru, záložním dynamo poháněné náporovou turbínkou, která se při vysazení hlavního dynama automaticky vysune pod trupem. Pro transformaci energie pro některé spotřebiče jsou určeny dva měniče 115 V a dva 3 x 36 V.
Výzbroj: verze C může nést pod každým křídlem jeden závěsník s nosností 125 kg. Na něj lze podvěsit pumu, raketový blok, nebo neřízenou protileteckou střelu.
Systém záchrany posádky: letoun je opatřen vystřelovacími sedadly VS-1BRI československé konstrukce. Umožňují záchranu z nulové výšky při rychlosti min. 150 km/h.

## Uživatelé

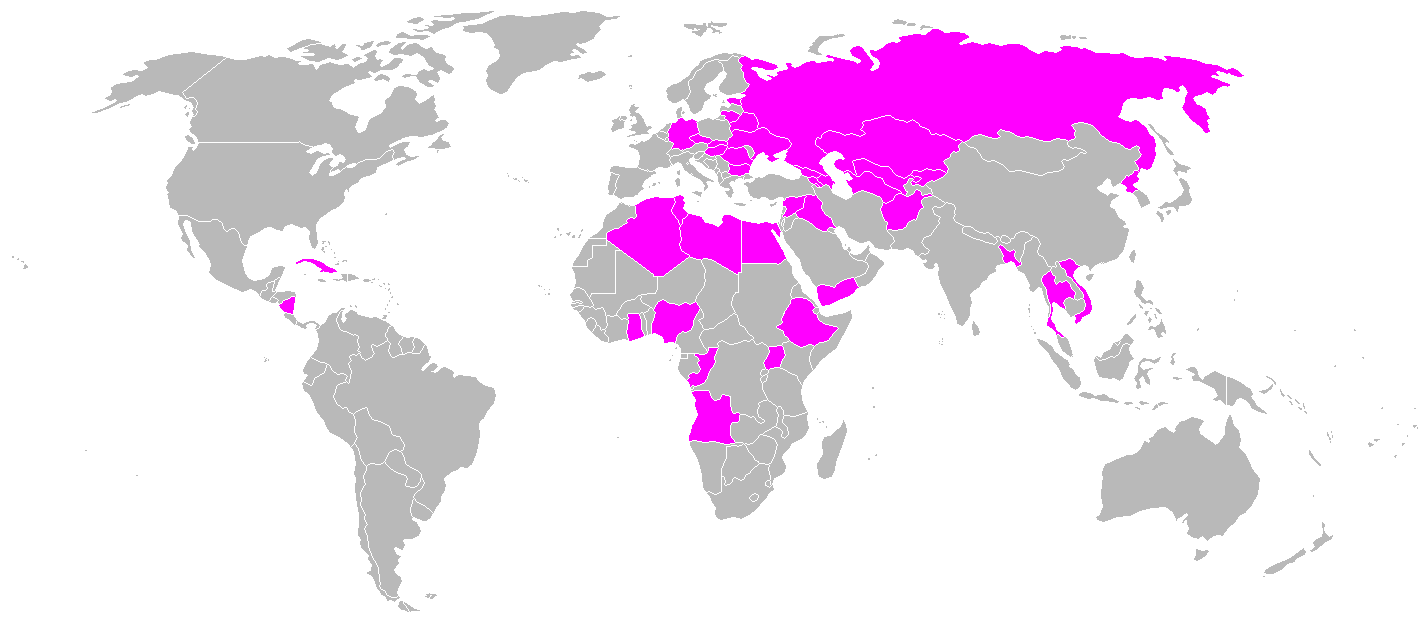
Současní a bývalí uživatelé L-39

Tabulka obsahuje přehled vojenských uživatelů L-39 v roce 2016 podle ročenky Flightglobal.

### Současní

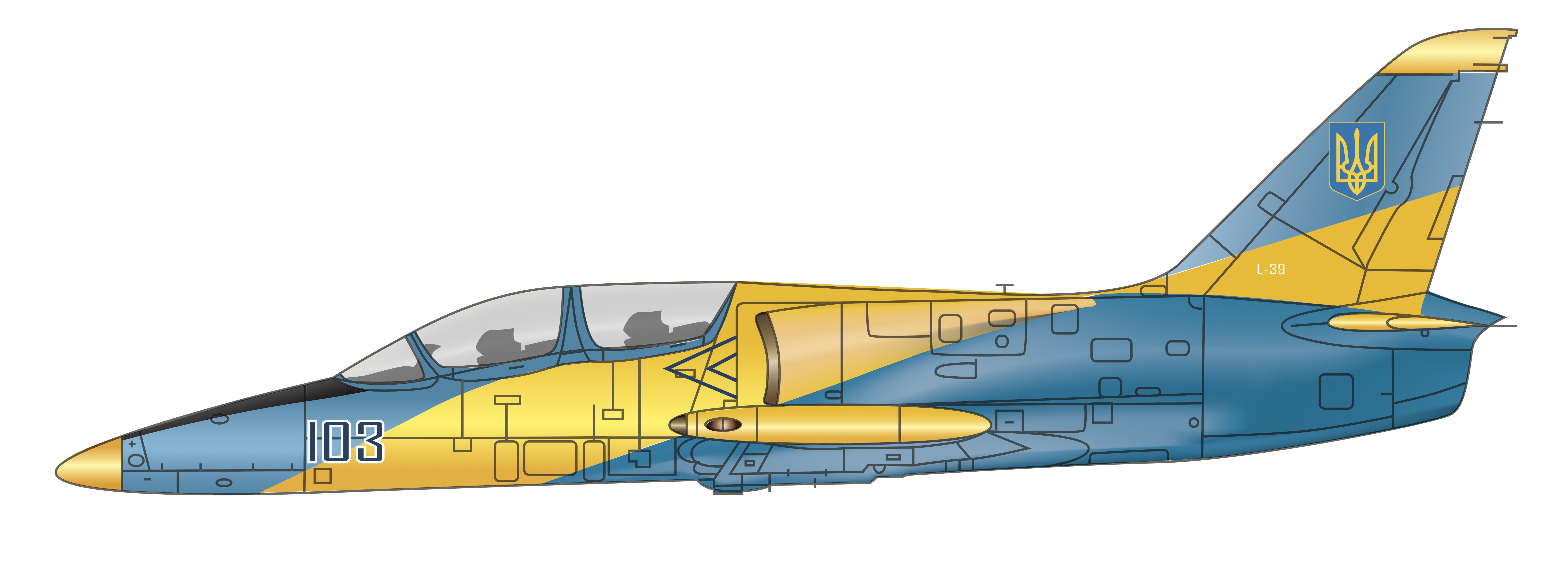
Ukrajinské Aero L-39M1

- Abcházie (5 kusů)
- Alžírsko (36)
- Angola (3)
- Arménie (6)
- Ázerbájdžán (12)
- Bangladéš (7)
- Bělorusko (10)
- Bulharsko (4)
- Česko (8)
- Egypt (49 L-39/L-59)
- Estonsko (2)
- Etiopie (10)
- Gruzie (4)
- Jemen (19)
- Kazachstán (17)
- Kuba (25)
- Libye (10)
- Litva (1)
- Mali (4)[12]
- Mosambik (1)
- Nigérie (17)
- Rovníková Guinea (2)
- Rusko (200)
- Slovensko (7)
- Sýrie (65)
- Tádžikistán (4)
- Uganda (6)
- Ukrajina (40)
- Uzbekistán (2)
- Vietnam (25)

### Bývalí
- Afghánistán
- Československo
- Ghana
- Irák
- Kambodža
- Kyrgyzstán
- Lotyšsko
- Maďarsko

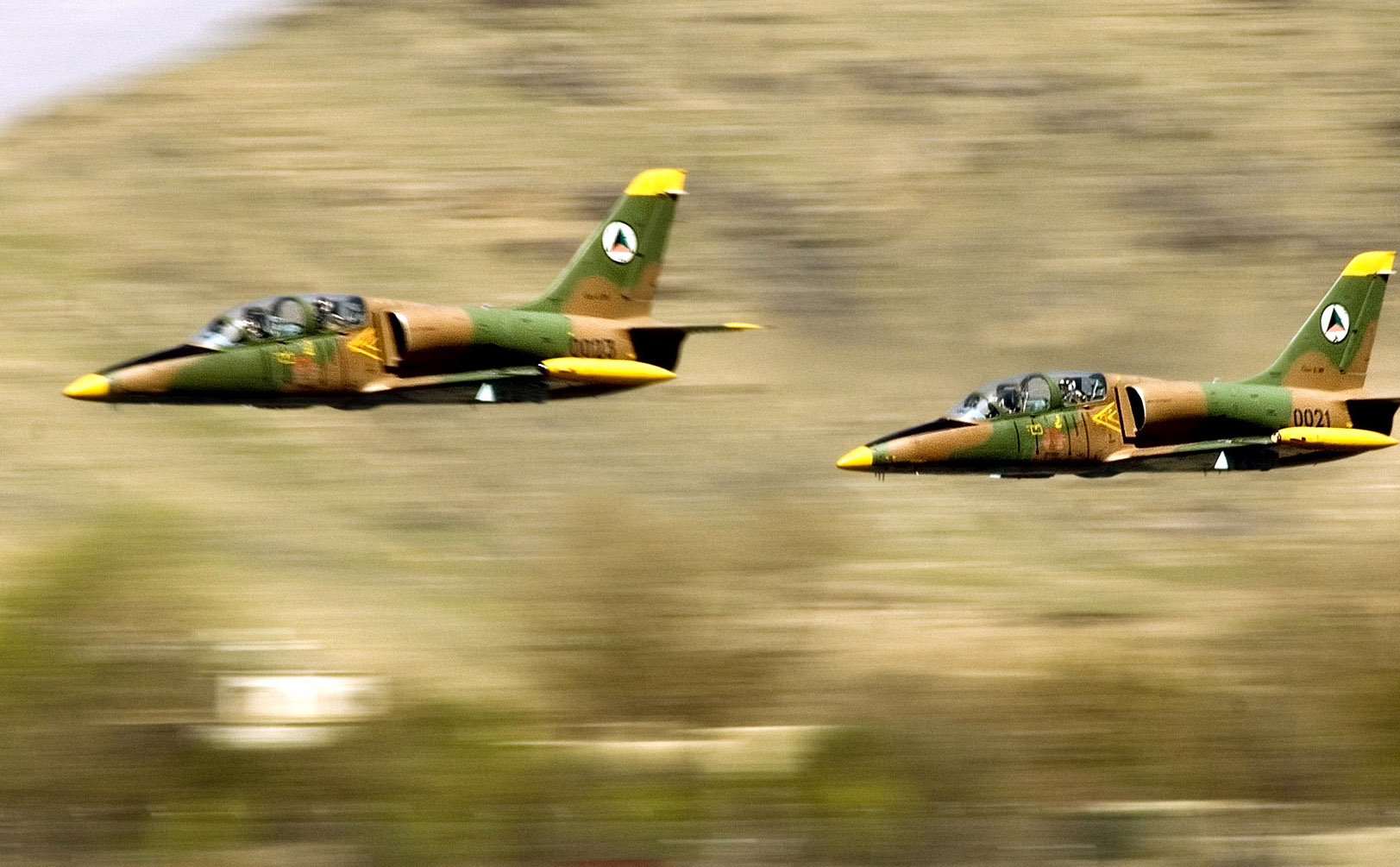
Afghánské L-39

- Německá demokratická republika
- Rumunsko
- Severní Korea
- Sovětský svaz
- Thajsko
- Tunisko
- Turkmenistán

## Specifikace (L-39C)

### Technické údaje
- Posádka: 2 (instruktor a žák)
- Délka: 12,13 m
- Rozpětí: 9,46 m
- Výška: 4,77 m
- Nosná plocha: 18,8 m²
- Profil křídla: NACA 64A012 mod
- Prázdná hmotnost: 3 459 kg
- Maximální vzletová hmotnost : 4 700 kg
- Pohonná jednotka: 1× dvouproudový motor Progress/Ivčenko AI-25TL

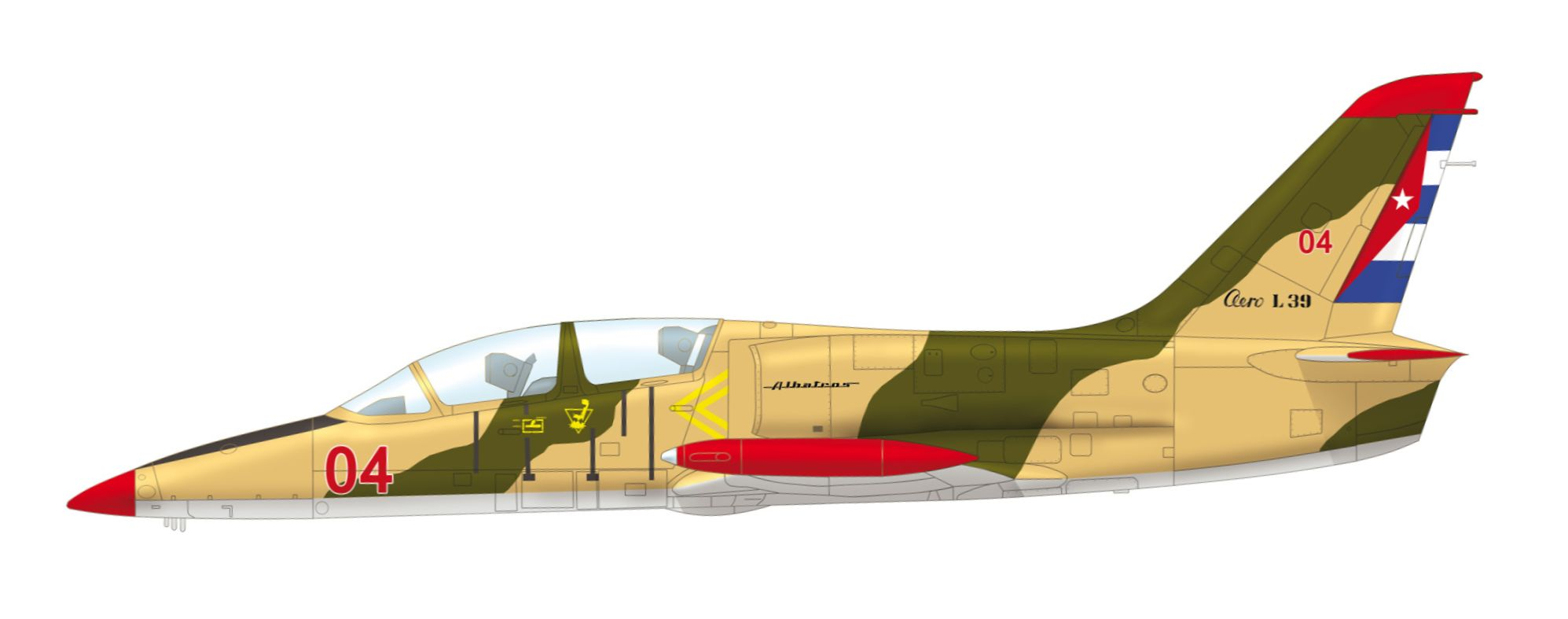
Aero L-39C Albatros kubánského letectva

- Aero L-39C Albatros kubánského letectvaTah pohonné jednotky: 16,9 kN

### Výkony
- Maximální rychlost: 750 km/h ve výšce 5 000 m
- Dolet 1 100 km v 5 000 m
  - 1 750 km s přídavnými nádržemi
- Praktický Dostup: 11 500 m
- Počáteční Stoupavost: 22 m/s
- Plošné zatížení 250,0 kg/m²
- Tah/Hmotnost: 0,37
- Vzletová dráha: 480 m
- Přistávací dráha: 600 m

### Výzbroj
- Do 284 kg munice na dvou externích pylonech pod křídly
- 2× přídavná nádrž pod křídly

## Zajímavosti

### Ve filmu
- Pod nohama nebe – český film, 1983. L-39 zde slouží pro natočení záběrů z kabiny MiG-21
- Zítřek nikdy neumírá – film USA, 1997. V pořadí osmnáctá bondovka
- Obchodník se smrtí – film USA, 2005
- Top Gun: Maverick – USA 2022. L-39 zde slouží pro natáčení ostatních letounů z venku

### Ve hrách
- Grand Theft Auto V – videohra USA, 2013. Ve hře se vyskytuje pod jménem Besra
- Digital Combat Simulator: L-39 – videohra Rusko, 2015
- Microsoft Flight Simulator 2024 – simulátor USA, 2024
- War Thunder – videohra 2025

### Soukromí vlastníci
- Elon Musk – L39C, civilní registrace N97NL, od 2002 do 2007
- Black Diamond Jet Team, 5ks L39 od 2010
- Breitling Jet Team, 7ks